# Новая Деревня (Фёдоровский район)
Новая Деревня (баш. Новая Деревня) — хутор в Федоровском районе Республики Башкортостан Российской Федерации. Входит в состав Дедовского сельсовета. 

## География

### Географическое положение
Расстояние до:
- районного центра (Фёдоровка): 15 км,
- центра сельсовета (Дедово): 1 км,
- ближайшей ж/д станции (Мелеуз): 79 км.

Находится на правом берегу реки Ашкадар.

## Население
| 2002 | 2009 | 2010 |
| ---- | ---- | ---- |
| 74   | →74  | ↘71  |

Национальный состав
Согласно переписи 2002 года, преобладающие национальности — русские (58 %), татары (38 %).